# Sestrica Mala (Pelješac)
Koordinati:   42°57′41″N, 17°12′39″E
Sestrica Mala je majhen nenaseljen otoček v Jadranskem morju. Pripada Hrvaški. 
Mala Sestrica leži okoli 3 km jugovzhodno od mesta Orebić na polotoku Pelješac. Površina otočka je manjša od 0,01 km².